# Keyno
Keyno (en persan : کوه کِی‌نو, Kuh-e Keyno) est un massif des monts Zagros situé entre les provinces de Tchaharmahal-et-Bakhtiari et du Khouzistan en Iran. Son sommet culmine à 3 701 mètres d'altitude.

## Géographie
Le massif de Keyno s'élève dans la préfecture d'Andika, dans la province du Khouzistan, près de la limite avec la préfecture de Kuhrang au Tchaharmahal-et-Bakhtiari. Le lac de Temi (en persan : دریاچه شط تمی, Dariāche-ye Shat-e Temi), situé au pied septentrional du mont Keyno, est alimenté par la fonte des neiges de ce dernier.

## Activités
Il s'agit du lieu d'estivage pour de nombreux nomades bakhtiaris.